# Hulk Hogan
Terry Gene Bollea (Augusta, Georgia, 11. kolovoza 1953. – Clearwater, Florida, 24. srpnja 2025.), profesionalno poznat kao Hulk Hogan, bio je američki kečer. Najpoznatiji je po svom nastupanju u WWE-u i WCW-u.
Hogan je započeo svoju profesionalnu hrvačku karijeru 1977., ali je svjetsko priznanje stekao nakon što je potpisao ugovor s WWF-om u prosincu 1983. Njegova popularnost pomogla je u procvatu hrvanja 1980-ih, gdje je bio glavna zvijezda osam od prvih devet WrestleMania. Tijekom svog prvog nastupanja bio je peterostruki WWF prvak s 1474 dana vladavine.
Napustio je WWF 1993. i pridružio se WCW-u 1994., gdje je postao šesterostruki svjetski prvak. Godine 1996. ponovno se pojavio kao „hollywoodski” Hulk Hogan, vodeći popularnu nWo ekipu tijekom „Rata u ponedjeljak navečer”.
Vratio se u WWF 2002. godine, osvojivši titulu „Neospornog prvaka”, a napustio ga je 2003. godine. U WWE Kuću slavnih primljen je 2005. godine, a zatim ponovno 2020. godine kao član nWo-a.
Osim hrvanja, imao je opsežnu glumačku karijeru, uključujući Rockyja III. (1982.) i televizijske serije poput „Hogan Knows Best”. Bio je frontmen „Wrestling Boot Banda” s albumom „Hulk Rules”.